# Sphex ahasverus
Sphex ahasverus är en biart som beskrevs av Kohl 1890. Sphex ahasverus ingår i släktet Sphex och familjen grävsteklar. Inga underarter finns listade i Catalogue of Life.